# Java (plataforma de software)
Java é o ambiente computacional, ou plataforma, criada pela empresa estadunidense Sun Microsystems, e vendida para a Oracle depois de alguns anos. A plataforma permite desenvolver programas utilizando a linguagem de programação Java.
Uma grande vantagem da plataforma é a de não estar presa a um único sistema operacional ou hardware, pois seus programas rodam através de uma máquina virtual que pode ser emulada em qualquer sistema que suporte a linguagem C++.

## Tecnologias Java
A plataforma Java é constituída de um grande número de tecnologias, cada uma provê uma porção distinta de todo o ambiente de desenvolvimento e execução de software. Os usuários finais, tipicamente, interagem com a máquina virtual Java (Java Virtual Machine, ou JVM) e um conjunto padrão de bibliotecas de classe.
Existe um grande número de maneiras de se utilizar uma aplicação Java, incluindo applets embutidas em páginas web, aplicativos de uso geral em desktops, aplicativos em aparelhos celulares e em servidores de aplicações para Internet(Apache Tomcat, Glassfish, JBoss etc).
Os desenvolvedores de aplicações em Java utilizam um conjunto de ferramentas de desenvolvimento, o JDK.

## Mascote
Duke é o mascote do Java.

Duke, o mascote do Java

Quando a  Sun anunciou que Java SE e Java ME seria lançado sobre licença livre GPL, então eles lançaram o gráfico do Duke sobre a licença BSD ao mesmo tempo.